# Клайд Колдвелл
Клайд Колдвелл (англ. Clyde Caldwell; рід. 1948) — американський художник-ілюстратор, один з визнаних класиків в жанрі фентезі. Широку популярність йому принесли роботи для серії рольових ігор Dungeons & Dragons.

## Ранні роки
Клайд Колдвелл народився в невеликому місті Гастонія в Північній Кароліні.
Він ріс обдарованим хлопчиком, і з дитинства захоплювався науковою фантастикою. В першу чергу творами  Едгара Райса Берроуза, які друкувалися в так званих  пальп-журналах, дешевих за ціною і завжди яскраво ілюстрованих. Пізніше на нього також вплинули твори «Великої Трійки» американських письменників-фантастів — Айзека Азімова,  Роберта Гайнлайна, Артура Кларка.
Клайд захопився малюванням з ранніх років, також він грав на гітарі в місцевій підліткової групі, і пробував себе в якості письменника наукової фантастики, але все ж вважав за краще стати художником. Його батьки схвалювали його починання, проте хотіли, щоб син став художником в більш традиційних напрямах — пейзажі, натюрморти.
Він отримав професійні навички і диплом спочатку в Університеті Північної Кароліни в  Шарлотті, потім ступінь майстра образотворчих мистецтв в Університеті Північної Кароліни в Ґрінсборо.

## Кар'єра
На початку кар'єри Колдвелл працював художником-ілюстратором в місцевій газеті «Charlotte Observer» і як фрілансер на ряд рекламних агентств. Він перебував під впливом законодавців моди в ілюструванні фентезі і наукової фантастики, таких як Френк Фразетта, Рой Кренкель, Джефрі Кетрін Джонс і прагнув повторити їхній шлях. Для того, щоб пробитися на вузькоспеціалізований ринок фентезі-ілюстрування, Колдвелл обзавівся тематичним портфоліо, створенням якого займався у вільний від роботи час.
Перший значний успіх Колдвеллу принесла серія обкладинок для  журналу Heavy Metal, після чого він працював як запрошений художник для серії рольових ігор Dungeons & Dragons, що видаються компанією TSR, Inc.. Колдвелл тричі отримував цікаві замовлення від TSR, Inc., а потім погодився на пропозицію стати штатним художником, для чого він переїхав з Північної Кароліни в Вісконсин. Колдвелл був штатним художником TSR, Inc. з 1982 по 1992 роки, за ці роки він був автором великої кількості основній, а також супутньої рекламної та сувенірної продукції компанії. Клайд Колдвелл залишив TSR, Inc. в кінці 1992 року, щоб продовжити кар'єру в якості незалежного художника.
У наступні роки Колдвелл співпрацював з такими компаніями як Baen Books, Wizards of the Coast, White Wolf Publishing, Palladium Games, Bethesda Softworks і ін. Опублікував кілька колекційних альбомів зі своїми роботами.

## Авторський стиль

Caller of the Hunt, 1999 р.

Колдвелл почав свою професійну діяльність більше 30-ти років тому, і продовжує працювати тими методами, які були відомі в той час, не вдаючись до сучасних можливостей комп'ютерного графічного дизайну. Спочатку він створює олівцем ескіз, потім розмальовує його  олійними фарбами. Останні нововведення технологічного прогресу, які він використовує, це сучасна фотоапаратура та фотоосвітлювані прилади, для створення якісних фотографій, які служать замість живих натурниць.
Характерною рисою його творчості стало незмінне прагнення підкреслити сексуальність образів жіночих персонажів фентезі. Інший художник класик серії Dungeons & Dragons Ларрі Елмор зазначив, що Колдвелл приділяє велику увагу дрібним деталям, зокрема елементів одягу, навіть в тих випадках, коли це просто лахміття. Також Елмор зазначив, що дракони, намальовані Колдвелл, «більш витончено звиваються» і «більш змієподібні», ніж версії попередніх художників.

## Особисте життя
Живе в штаті Вісконсин, разом з дружиною Шерон, вони приблизно ровесники за віком. Шерон в минулому займалася викладацькою діяльністю. Їх спільне хобі — подорожі.